# Nhiệt Hà
Nhiệt Hà (giản thể: 热河省; phồn thể: 熱河省; bính âm: Rèhé shěng), hay Rehe, Jehol, là một tỉnh cũ của Trung Quốc.
Nhiệt Hà nằm ở phía Bắc của Vạn lý trường thành, phía Tây của Mãn Châu Lý, phía Đông của Mông Cổ. Thủ phủ là thành phố Thừa Đức. Tỉnh này rộng 179 nghìn km².